# Kelly Le Brock
Kelly Le Brock (Nova York, 24 de març de 1960) és una actriu i model americana. Va debutar en La dona de vermell, juntament amb l'actor Gene Wilder. També ha protagonitzat les pel·lícules Ciència Estranya, de John Hughes; i Dur de Matar, amb Steven Seagal.
Filla de pare francès i mare irlandesa, va néixer a la Ciutat de Nova York però va créixer a Londres. A l'edat de 16, va retornar a Nova York i va començar la seva carrera com a model. Va aparèixer en portades de revistes de moda, incloent-hi una exclusiva campanya de Christian Dior, i es va convertir en una de les models més cotitzades d'Eileen Ford. Va obtenir notorietat com a imatge del xampú Pantene.
Va realitzar papers de dona perfecta en pel·lícules com La dona de vermell (1984) i Ciència Estranya (1985). Va ser considerada una de les dones més sexy dins Hollywood en la dècada de 1980. El 1990, va participar amb Steven Seagal, al film Dur de Matar. També va participar en Betrayal of the Dove (1993), Pistes d'un assasí (1995) i Hard Bounty (1995). Va tenir participació en pel·lícules com Wrongfully Accussed (1998), The Sorcerer's Apprentice (2002), Zerophilia (2005), i Gamers: The movie (2006). El 2005, Le Brock fou la capitana de l'equip "Kelly Bellies", al programa de reality Celebrity Fit Club de VH1. Le Brock també ha aparegut en la tercera sèrie de Regne Unit de Hell's Kitchen. El 2013 va actuar al film Afers Amagats.
El seu primer matrimoni fou amb el productor de cinema Victor Drai, de 1984 fins a 1986. Després es va casar amb l'actor Steven Seagal de 1987 a 1996, amb qui va tenir tres fills. Després de la mort del seu germà, Harold, el 2008, Kelly Le Brock es va dedicar a les malalties terminals i és la portaveu del "Club Carson", dedicat a nens que pateixen càncer.

## Filmografia
- La dona de vermell (1984) — Charlotte
- Weird Science (1985) — Lisa
- Hard to Kill (1990) — Andrea Stewart
- Betrayal of the Dove (1993) — Una
- David Copperfield (1993) (TV) — Clara (veu)
- Tracks of a Killer (1995) — Claire Hawkner
- Hard Bounty (1995) — Donnie
- Wrongfully Accused (1998) — Lauren Goodhue
- The Sorcerer's Apprentice  (2002) — Morgana
- Zerophilia (2005) — dona a RV
- Gamers: The Movie (2006) — mare d'Àngela
- The Mirror (2007) — Mary Theophilu
- Prep School (2009) — Sra. Waters
- 10 Days in a Madhouse (2015)  — Sra. Grant
- A Prince for Christmas (2015) — Reina Ariana